# 夜明け後の静
『夜明け後の静』（よあけあとのしず）は、石川秀幸による日本の漫画。『週刊ヤングジャンプ』（集英社）にて、2018年9号から2018年42号まで連載され、2019年1月11日からは『となりのヤングジャンプ』（同社）にて『静さまは初恋である、浪漫斯はまだない。』（しずさまははつこいである、ろまんすはまだない。）と改題して11月22日まで連載された。没落士族の悲哀をコメディタッチで描く作品であり、掲載誌や想定される読者層への訴求力を高めるためお色気描写を多く取り込んでいる。

## あらすじ
明治維新後、旗本の家で育った静は庶民の通う日本初の女学校・山手女学院へ編入する。庶民としての生活や、西洋文明の習得に悪戦苦闘し、様々な恥辱を経験しながらも、静は奮闘し成長してゆく。

## 登場人物

### 主要人物
小此木 静（おこのぎ しず）
没落士族の娘。14歳。武家の家に育ち、明治維新後は没落したもののそれを認めず、「武家の娘」として気位を高く持ち続け、気丈に振る舞っている。胸は大変豊穣で、さらしを巻いている。誕生日は7月20日。身体検査によると身長は144cm、視力は0.05。胸囲はHカップ以上。
編入した山手女学院で、慣れない一般市民の行事や文明開化の事物などに戸惑いつつも奮闘する。凛としたたたずまいを崩さぬ姿勢を尊敬されると共に、その健気さを級友達からは愛されている。聡明で機転も効くが「魚の胃袋を利用してソーセージを作るが本来の使用目的を知らされて赤面する」など、世事にはかなり疎い。
茅（かや）
維新前、小此木家に仕えていた中間・茂作の娘。算術の心得があった父が、会計役として宮仕えの身となり経済的余裕ができたため、静より先に山手女学院に入学していた。
静との再会後も、かつての主従関係を忘れず、献身的に静の身の回りの世話をする。自尊心が高い静を気遣ってあれこれ奔走するも、空回りして静に恥をかかせることも多い。
鴻池 さち子（こうのいけ さちこ）
貿易商の娘。西洋かぶれで、女学院の生徒の中では唯一、常に洋装姿である。海外渡航の経験も豊富だが、その際西洋文明に対する劣等感も培われてしまい、後進国である日本の風景を嫌っている。維新前の武家の心を頑として保ち続ける静とはことあるごとに喧嘩になるが、内心では彼女を友達と思い、案じている。胸が豊穣な静とは対照的な貧乳が悩みの種。
室長（しつちょう）
寄宿舎で、静と同室の室長を務める女生徒。本名不明。丸髷を結い、眼鏡をかけていて、性格は生真面目。
市江
結婚したため、七夕のころに寿退学となった。

### 女学校の関係者
キャロライン・ブッティルスカヤ
山手女学院の英語教師兼医師。英国人。フランクな態度で生徒達に文明開化の素晴らしさを説くも、百合の趣味を持つ節が見られ、意図的に誤った知識を吹き込んでは、生徒達を混乱させることもしばしば。
エマ・ファルシア
家政教師兼修道女。米国人。

### その他の人物
小此木 雪（おこのぎ ゆき）
静の姉。吉原で芸妓として働いている。静の前では明るく振る舞っているが、何かしらの病を患っている模様。
静の母
故人。礼儀作法や武家の子女としての振る舞いには非常に厳格で、二言目には「自害せよ」と迫る程厳しかった様子。
皇嘉門頼子
皇嘉門家128代当主。次期当主の嫁探しに山手女学院の授業参観を訪れる。

## 書誌情報
- 石川秀幸 『夜明け後の静』 集英社〈ヤングジャンプ・コミックス〉、全3巻
  1. 2018年6月19日発売[2]、ISBN 978-4-08-891042-0
  2. 2018年9月19日発売[3]、ISBN 978-4-08-891095-6
  3. 2018年11月19日発売[4]、ISBN 978-4-08-891180-9
- 石川秀幸 『静さまは初恋である、浪漫斯はまだない。』 集英社〈ヤングジャンプ・コミックス〉、全2巻
  1. 2019年7月19日発売[5]、ISBN 978-4-08-891324-7
  2. 2019年12月19日発売[6]、ISBN 978-4-08-891438-1